# Домашний чемпионат Великобритании 1919/1920
Домашний чемпионат Великобритании 1919/20 (англ. 1919–20 British Home Championship ) или «Домашний международный чемпионат 1919/20» (англ. 1919–20  Home International Championship) —  тридцать второй розыгрыш Домашнего чемпионата, футбольного турнира с участием сборных четырёх стран Великобритании (Англии, Шотландии, Уэльса и Ирландии). Победу в турнире одержала сборная Уэльса.
Это был первый послевоенный розыгрыш Домашнего чемпионата. В Первой мировой войне погибло много британцев, в том числе футболистов.
Турнир стартовал 25 октября 1919 года в Белфасте матчем между сборными Ирландии и Англии, которая завершилась вничью 1:1. 14 февраля 2020 года ирландцы в Белфасте сыграли с валлийцами вничью 2:2. 26 февраля валлийцы сыграли с шотландцами вничью 1:1 в Кардиффе. 13 марта в Глазго Шотландия разгромила Ирландию со счётом 3:0, а два дня спустя Англия в Лондоне уступила Уэльсу со счётом 1:2. В финальной игре турнира в захватывающем матче англичане обыграли шотландцев в Шеффилде со счётом 5:4; этот результат гарантировал валлийцам победу в Домашнем чемпионате.

## Турнирная таблица
| Поз | Команда   | И | В | Н | П | МЗ | МП | РМ | О |
| --- | --------- | - | - | - | - | -- | -- | -- | - |
| 1   | Уэльс (Ч) | 3 | 1 | 2 | 0 | 5  | 4  | +1 | 4 |
| 2   | Шотландия | 3 | 1 | 1 | 1 | 8  | 6  | +2 | 3 |
| 2   | Англия    | 3 | 1 | 1 | 1 | 7  | 7  | 0  | 3 |
| 4   | Ирландия  | 3 | 0 | 2 | 1 | 3  | 6  | −3 | 2 |

## Результаты матчей
| Ирландия   | 1:1     | Англия |
| ---------- | ------- | ------ |
| Феррис 70′ | (отчёт) | Кок 1′ |

| Ирландия                       | 2:2     | Уэльс             |
| ------------------------------ | ------- | ----------------- |
| - Маккендлесс 8′ - Эмерсон 57′ | (отчёт) | С. Дейвис 51′ 89′ |

| Уэльс    | 1:1     | Шотландия |
| -------- | ------- | --------- |
| Эванс 5′ | (отчёт) | Кэрнз 78′ |

| Шотландия                                | 3:0     | Ирландия |
| ---------------------------------------- | ------- | -------- |
| - Уилсон 8′ - Мортон 42′ - Каннингем 55′ | (отчёт) |          |

| Англия   | 1:2     | Уэльс                                |
| -------- | ------- | ------------------------------------ |
| Бакен 7′ | (отчёт) | - С. Дейвис 14′ (пен.) - Ричардс 35′ |

| Англия                                                | 5:4     | Шотландия                                      |
| ----------------------------------------------------- | ------- | ---------------------------------------------- |
| - Кок 9′ - Куонтрилл 15′ - Келли 57′ 73′ - Моррис 67′ | (отчёт) | - Миллер 13′ 40′ - Уилсон 21′ - Дональдсон 31′ |

## Победитель
| Победитель Домашнего чемпионата 1919/20 |
| Уэльс Второй титул                      |

## Состав победителей
Сборная Уэльса
| Имя             | Поз. | Игры / голы по соперникам | Игры / голы по соперникам | Игры / голы по соперникам | Итого | Итого |
| Имя             | Поз. | ШОТ                       | ИРЛ                       | АНГ                       | Игры  | Голы  |
| --------------- | ---- | ------------------------- | ------------------------- | ------------------------- | ----- | ----- |
| Уильям Бейлифф  | Вр   |                           | 1                         |                           | 1     | 0     |
| Тедди Пирс      | Вр   | 1                         |                           | 1                         | 2     | 0     |
| Гарри Миллершип | Защ  | 1                         | 1                         | 1                         | 3     | 0     |
| Моузез Расселл  | Защ  | 1                         | 1                         | 1                         | 3     | 0     |
| Томми Маттиас   | Хав  | 1                         | 1                         | 1                         | 3     | 0     |
| Джо Джонс       | Хав  | 1                         | 1                         | 1                         | 3     | 0     |
| Фред Кинор      | Хав  |                           | 1                         | 1                         | 2     | 0     |
| Билли Дженнингс | Хав  | 1                         |                           |                           | 1     | 0     |
| Билли Мередит   | Нап  | 1                         | 1                         | 1                         | 3     | 0     |
| Лот Джонс       | Нап  |                           | 1                         | 1                         | 2     | 0     |
| Стэн Дейвис     | Нап  | 1                         | 1/2                       | 1/1                       | 3     | 3     |
| Айвор Джонс     | Нап  | 1                         | 1                         |                           | 2     | 0     |
| Джек Эванс      | Нап  | 1/1                       | 1                         |                           | 2     | 1     |
| Дик Ричардс     | Нап  | 1                         |                           | 1/1                       | 2     | 1     |
| Тед Визард      | Нап  |                           |                           | 1                         | 1     | 0     |

## Бомбардиры
- 3 гола
  -  Стэн Дейвис[англ.]

- 2 гола
  -  Боб Келли
  -  Джек Кок[англ.]
  -  Том Миллер
  -  Эндрю Уилсон[англ.]